# 国際十王交通熊谷営業所
国際十王交通熊谷営業所（こくさいじゅうおうこうつうくまがやえいぎょうしょ）は、埼玉県熊谷市新島に所在する国際十王交通のバス営業所である。

## 概要
一般乗合バスを中心に、高速乗合バス、コミュニティバス受託、貸切バスも営業している。
元来は、タクシーを専門に営んでいた旧国際ハイヤー熊谷営業所であったが、2001年に旧東武バス（東武鉄道直営時代）熊谷営業所の肩代わりを受け、旧東武バス営業所跡地（現在地）へ営業所を移転統合。2002年に両毛観光バスの合併により、貸切バスの取扱を開始、2004年に現商号となり、以降高速バス路線の開設、コミュニティバスの受託開始などバスの領域を拡大していく。一方祖業のタクシーは2016年3月31日を以て事業廃止し、以降バス専門の営業所となっている。
- 国道17号沿い、熊谷市街地西側の外れに管轄の全車両が在籍する新島車庫があり、その敷地内に営業所の事務所がある。
  - 最寄停留所の名称、入出庫路線の行先も「新島車庫」であり、車庫の名称も（東武バス時代から）長らく浸透していることから、熊谷営業所と新島車庫は同義に扱われることが多い。
- 営業所及び新島車庫の施設は、先述の通り、全て東武バス熊谷営業所時代のものをそのまま活用しているものである（1961年に現在地に車庫機能を新設）。埼玉自動車（1930年頃）に始まり、東武自動車、東武鉄道、国際ハイヤー、そして現在の国際十王交通と「東武グループの熊谷地区におけるバス事業者」としての約95年（2025年現在）に渡る歴史を引き継いでおり、熊谷駅-東松山駅線・熊谷駅-小川町駅線・熊谷駅-葛和田線などは、形（経路等）は変わった部分はあるものの、設立当時から残る路線である（東武バス熊谷営業所#沿革を参照）。

## 所在地
埼玉県熊谷市新島263番地1

座標: 北緯36度9分40.7秒 東経139度21分47.8秒 / 北緯36.161306度 東経139.363278度

### 最寄バス停留所
- 「新島車庫」（自社線のみ乗り入れ）
KM24 熊谷駅 - 新島車庫線（入出庫路線）
KM23 熊谷駅 - 籠原駅線

## 関連施設

### 営業所敷地内併設
新島車庫
- 熊谷営業所管轄の全ての車両が在籍する。
- 高速バスの共同運行事業者の待機場所としても使われている。
- バス車両の入出庫は、東武バス時代の末期以降、熊谷駅発着の現KM24系統のみが営業され、それ以外の始発・終着地からの入出庫は回送のみとなっている。ただし、例外として一時期運行していた成田空港高速バス（新）は新島車庫を起点・終点としていた。

労働組合
- 日本私鉄労働組合総連合会（私鉄総連）に加盟している。私鉄総連内では、元の本業であるタクシー事業者として私鉄関東地方ハイタク労働組合協議会に属していたが、後に私鉄関東地方連合会に移っている。

### 箱田車庫
- 所在地：熊谷市箱田5丁目17番 地内（地番不明）
- 熊谷駅発着の一時的な待機・休憩施設として使われている。
  - 新島車庫は、熊谷市街地の外れにあって途中経路（熊谷警察署前交差点）が渋滞しやすいのもあり、熊谷駅から一時的な待機・休憩のみで戻るのは非効率なため、新島よりも駅から近い場所に10台程度の駐車スペース[注釈 3]とプレハブの運転手休憩所が設けられている[注釈 4]。
- 旧国際ハイヤーへの移管と同時に開設された[注釈 5]。
- バス車両の入出庫は、当初回送専用だったが、2012年12月のダイヤ改正以降、平日のみ熊谷駅発着のKM35系統が運行されている[注釈 6]。土休日は回送のみ。

### その他施設
熊谷駅正面口ロータリーバスプール
- 熊谷市が管理する熊谷駅正面口（北口）ロータリーの中央にタクシープールと共に設置されている。車庫へ回す程ではない短時間待機場所として使用されており、2レーンに縦列で8台程度駐車できる[注釈 7]が、ピーク時以外は1レーン分は車両順序入替用の回送通路として使用されることが多い。
- 基本的に国際十王交通のみで使用しているが、KM11共同運行の川越観光自動車、深夜に3番のりば発となる朝日自動車も数本程度のみ利用する。

国際バス待機場
- 所在地：熊谷市桜木町2丁目 地内（番地不明）
- 熊谷駅南口近くにあり立正大学が所有する、立正大学線専用に提供されていたバス待機施設（駐車スペースのみ）。
- 現在では入学式など、立正大学関連のイベントで増便あるいは貸切が発生する場合にバス待機施設として使用されている。

小川町駅前待機場
- 旧東武バス熊谷営業所小川町出張所跡地の車庫機能を残し、川越観光自動車とイーグルバスで共用している。

その他、犬塚は近接した犬塚公民館敷地内で、立正大学は発着する専用バスロータリー内の一角を利用して折り返し待機・休憩を行うほか、専用施設のない主要起終点でも、公道から中に入った公共施設内専用停留所を発着しているため、一定時間の折り返し待機・休憩が可能。また、熊谷スポーツ文化公園（ラグビー場）の臨時増便時は同公園西第2多目的広場を臨時ターミナルとして使用する。

### 過去の施設
国際ビル
※ 2021年10月31日以降閉鎖され、2022年2月末時点では解体完了済み。現平面貸駐車場。
- 熊谷市筑波3-90
- 熊谷駅北口のすぐ近くにある国際ハイヤー時代に本社として建設されたビルで、旧東武バス熊谷営業所（新島車庫）を承継するまで拠点として使用していた。1972年竣工。1階はかつてタクシーの配車施設だった為、ビルの一部が貫通しており、タクシーが裏側から表側（駅前通り）に通り抜けられる構造になっていた。
- 2階以上をテナントとして貸し出していた。
  - 熊谷駅前定期券発売所
    - かつて1階事務所兼タクシー待合室として使用されていた部屋に併設の形で開設された。
    - 熊谷営業所及び朝日バス太田営業所管轄路線の定期券の販売を行う。
    - 従来、「熊谷駅北口定期券発売所」であったが、平成22年4月1日より元東武バス社員の塚田という人物による委託販売所[要出典]「塚田発売所」に移行した。塚田との契約解除後、2018年5月より直営の「熊谷駅前定期券発売所」となった。
    - 2021年10月30日を以て閉鎖[1]。

  - 立体駐車場
    - 国際ビルの裏手にあった月極と時間貸の立体駐車場。2020年3月31日をもって営業終了[2]。現時間貸平面駐車場（ビル跡地側とは別営業）。

東松山駅前待機場
- 旧東武バス川越営業所東松山出張所跡地の車庫機能を残し、東武バスウエストと川越観光自動車で共用していた。
- 駅前再開発に伴い閉鎖され、時間貸し駐車場を経て、「アパホテル〈埼玉東松山駅前〉」。

## 事業エリア
- バス路線網は、埼玉県北部の熊谷市を中心として、東松山市北部・比企郡滑川町・嵐山町北部・小川町北東部・行田市の北河原地区と南河原地区に広がっている。
- 高速バスでは埼玉県中部の坂戸市を経由して東京都へ足を伸ばしている。
  - 熊谷市内で、同じ東武グループの朝日自動車太田営業所、東松山市内で川越観光自動車森林公園営業所・東武バスウエスト川越営業事務所、滑川町内・小川町内でも川越観光自動車森林公園営業所が乗り入れており、それぞれの路線に重複区間もある。更に、後述の通り2024年9月からはKM11・12系統を川越観光と共同運行している。また、直接接してはいないが近接エリアに朝日自動車加須営業所[注釈 9]・本庄営業所もあり、輸送力不足時にはこの3社5営業所に対して応援を頻繁に依頼している[注釈 10]。
  - グループ外では、深谷観光バス[注釈 11]・花園観光バス[注釈 12]・イーグルバスなどと路線が接しているが、直接の競合関係にはない。
- かつてのタクシーは、熊谷市の旧熊谷市域を中心エリアとして展開していた。

## 沿革
旧国際ハイヤー時代の沿革は国際ハイヤー (東武グループ)#沿革を参照のこと
バス事業の前身である東武バス熊谷営業所の沿革は東武バス熊谷営業所#沿革を参照のこと
- 2004年
  - 1月1日 - 国際ハイヤーが十王自動車を合併し、商号を国際十王交通株式会社に変更、国際事業本部を発足させ、熊谷営業所を同本部傘下とする。
バス事業の愛称を「国際十王バス」・タクシー事業の愛称を「国際十王タクシー」とする。
  - 2月16日 - 高速バスフォレスト号（成田空港行き：旧）の受付を伊勢崎営業所より移管。
  - 3月1日 - 籠原駅南口 - 深谷日赤線運行開始。
  - 3月18日 - 京都・大阪行き夜行高速バスウィングライナー運行開始。
  - 7月16日 - 羽田空港行き高速バス運行開始。
- 2007年9月30日 - 東武バス時代より行なわれていた八木橋百貨店で買い物をして100円券がもらえるサービスが終了（券の利用は2008年2月29日まで）。
- 2008年1月7日 - タクシーの車内全面禁煙を埼玉県内の他タクシー事業者と共に実施。
- 2009年1月31日 - ICカード乗車券PASMO導入、バス利用特典対象、1円単位の運賃計算導入（現金は10円単位のまま）。
- 2010年
  - 3月31日 - ウィングライナーの運行から撤退。
  - 7月31日 - 磁気式カード乗車券（回数乗車券）バス共通カードの運用終了。
- 2011年
  - 10月1日 - 熊谷市コミュニティバスゆうゆうバスの新規追加2路線「ほたる号」「直実号」の運行事業者に指定され、運行開始
  - 10月31日-11月20日 - 熊谷駅南口 - 森林公園駅間で埼玉県の社会実験急行バス（途中、立正大学・森林公園西口のみ乗降可）を運行[3]。
- 2012年
  - 5月21日 - ウィングライナー、籠原駅南口・深谷駅北口へ延伸。
  - 12月1日 - スポーツ文化公園・くまがやドーム・葛和田・犬塚各線のダイヤを大幅に改正し、熊谷駅 - 箱田車庫線を新設（平日のみの運行のため、運行開始は3日）[4]。
- 2014年
  - 11月17日 - 前日の運行を以て、フォレスト号を全面休止。
  - 12月16日 - 同日を以て、ウィングライナーの予約・問い合わせに関する業務を廃止。
- 2015年
  - 5月7日 - 小川町駅・呼吸器循環器病センター線をダイヤ改正し、呼吸器循環器病センター止まりの一部を今市（寄居町）まで延長（2019年8月1日付けで廃止）。
  - 7月16日 - 羽田空港線の予約方法について、共同運行相手の東京空港交通側へ集約し、当日決済手段としてICカード乗車券PASMOを導入。また、それに伴い前日を以て高速バス予約センターの業務を終了し、発車オ〜ライネットから脱退。
- 2016年
  - 3月31日 - タクシー事業撤退。
  - 6月12日 - 森林公園駅・立正大学線のダイヤを改正し、1日2往復となっていた熊谷駅北口‐立正大学‐森林公園駅直通を完全廃止、立正大学折り返しの一部を置き換える形で熊谷駅南口‐立正大学‐森林公園駅直通を新設。
- 2017年10月19日 - 成田空港行き高速バス（新）を運行開始。高速バス予約ダイヤルを開設、発車オ〜ライネットに再参加。
- 2018年
  - 4月1日 - 熊谷・籠原・深谷駅起点の市街地100円運賃区間を廃止し、通常運賃に変更（東松山駅起点は一旦継続）[5][6]。
  - 9月30日 - 深谷日赤線廃止[5][7]。
  - 10月 - 熊谷スポーツ文化公園方面路線及びゆうゆうバスに熊谷市の事業としてバスロケーションシステムを導入[8]。
- 2019年
  - 3月28日 - バスロケーションシステムを全路線に導入。
  - 4月1日 - 東松山駅起点の市街地100円運賃区間を廃止し、通常運賃に変更[9]。
- 2020年
  - 3月31日 - 同日の運行を以て、KM22 深谷駅線を廃止（籠原駅-深谷駅間が完全廃止）[10] し、また成田空港高速バスを休止[11]、深谷市・鴻巣市・久喜市から撤退、発車オ〜ライネットから再脱退。
- 2021年
  - 3月31日 - 同日を以てICカード乗車券におけるバス利用特典サービス廃止[12]。
  - 5月25日 - 籠原駅南口-熊谷さくら運動公園線の開設を発表[13]（初回運行は5月29日[14]）。
- 2022年
  - 2月7日 - 全路線（空港バス・ゆうゆうバス除く）における一部区間の運賃値上げを実施[15]
  - 7月1日 - 空港バスの運賃値上げを実施[16]。
  - 10月22日 - 深谷駅南口 - （直行） - ふかや花園プレミアム・アウトレット線開設[17]（2023年8月27日運行終了、2023年8月31日廃止）。
- 2023年
  - 2月1日 - ウェルネットのスマートフォンアプリ「バスもり!」による「スマホ定期券」を導入[18]。
  - 8月10日 - 一般路線の運賃値上げを実施するとともに、1円単位の運賃計算を解消し、現金とICで運賃を統一[19]。
- 2024年
  - 3月22日 - 高速バスの値上げを実施[20]。
  - 5月24日 - ダイヤ改正にて同社としては初めて運転士不足による減便を実施。対象路線は犬塚線、葛和田線、小川町駅線及びその関連・入出庫路線[21]。
  - 9月24日 - 東松山線が川越観光自動車との共同運行となり、一部便を移管。
- 2025年
  - 4月1日 - RU系統全路線が、立正大学に合わせた「開校日」ダイヤと「休校日」ダイヤに移行[注釈 13][22][23]

## 車両
バスに関しては、2016年現在、62台（いすゞ自動車製25台・日野自動車製37台）が在籍している。内訳は、乗合車が53台（いすゞ18・日野35）、高速車が4台（いすゞ3・日野1）、貸切車が5台（いすゞ4・日野1）。
タクシー車両は、末期には8台在籍していた。

### 高速路線車
- 高速バス専属の車両が在籍している。
- 全車、東武グループ共通デザインとなっている。
  - ブランド表記は、フロントに明朝体系の書体赤文字で「KJK」、側面にはゴシック体系の書体で「Kokusai Juo  TOBU GROUP.  EXPRESS」と表記されている。
- 車種はガーラやセレガ(2代目)など。
  - 2019年4月現在、いすゞ車3台、日野車3台が熊谷営業所に配置されている。
  - ウィングライナー用の3列シートの車両（ガーラ）も在籍していたが、撤退により4列改造の上、旧成田空港線（フォレスト号）に投入。さらに、成田空港線休止により、東北急行バスに移管（2度目の成田空港線はセレガ2代目を新車購入）。
- 2019年7月1日より、1台が成田空港線で経由する鴻巣市のシティプロモーションのラッピングバスとなったが、成田空港線休止により、ラッピング解除[25]。

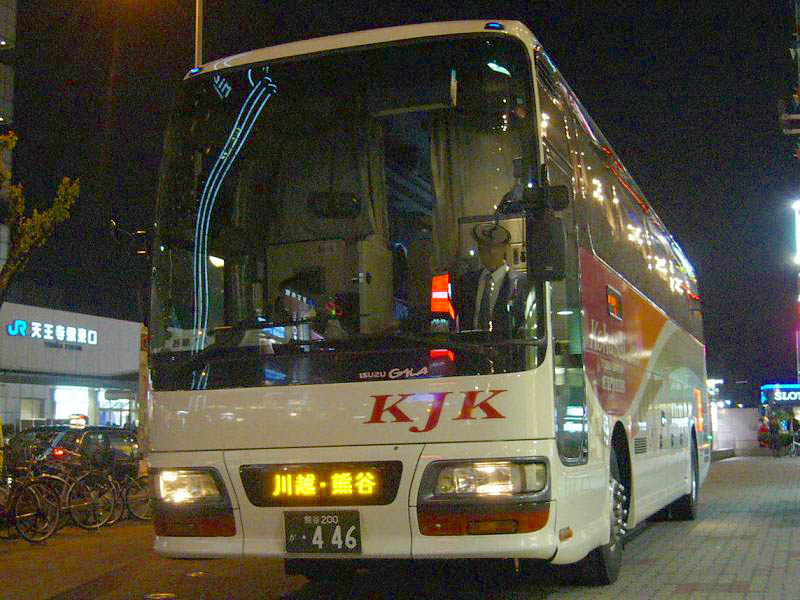
高速路線車（ウィングライナー(当時)）
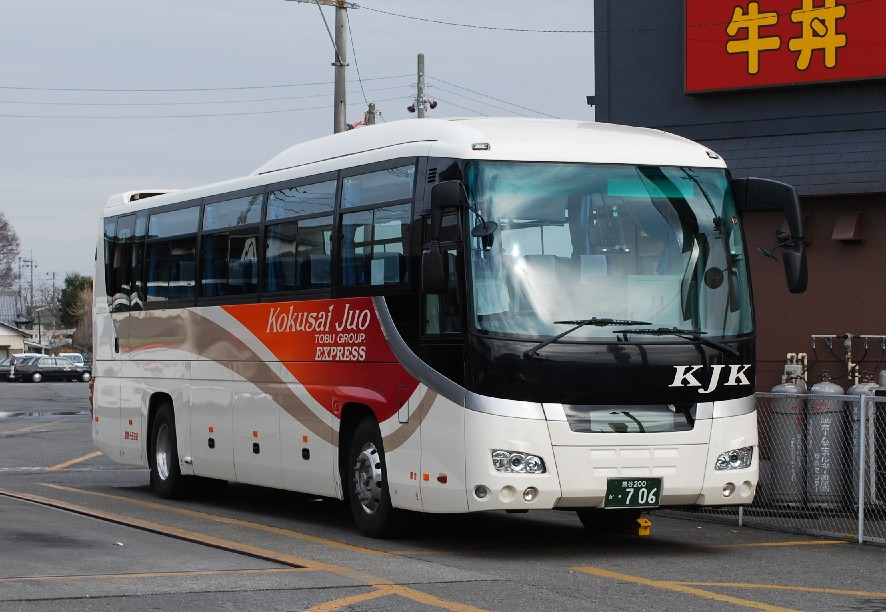
高速路線車（羽田空港線1）
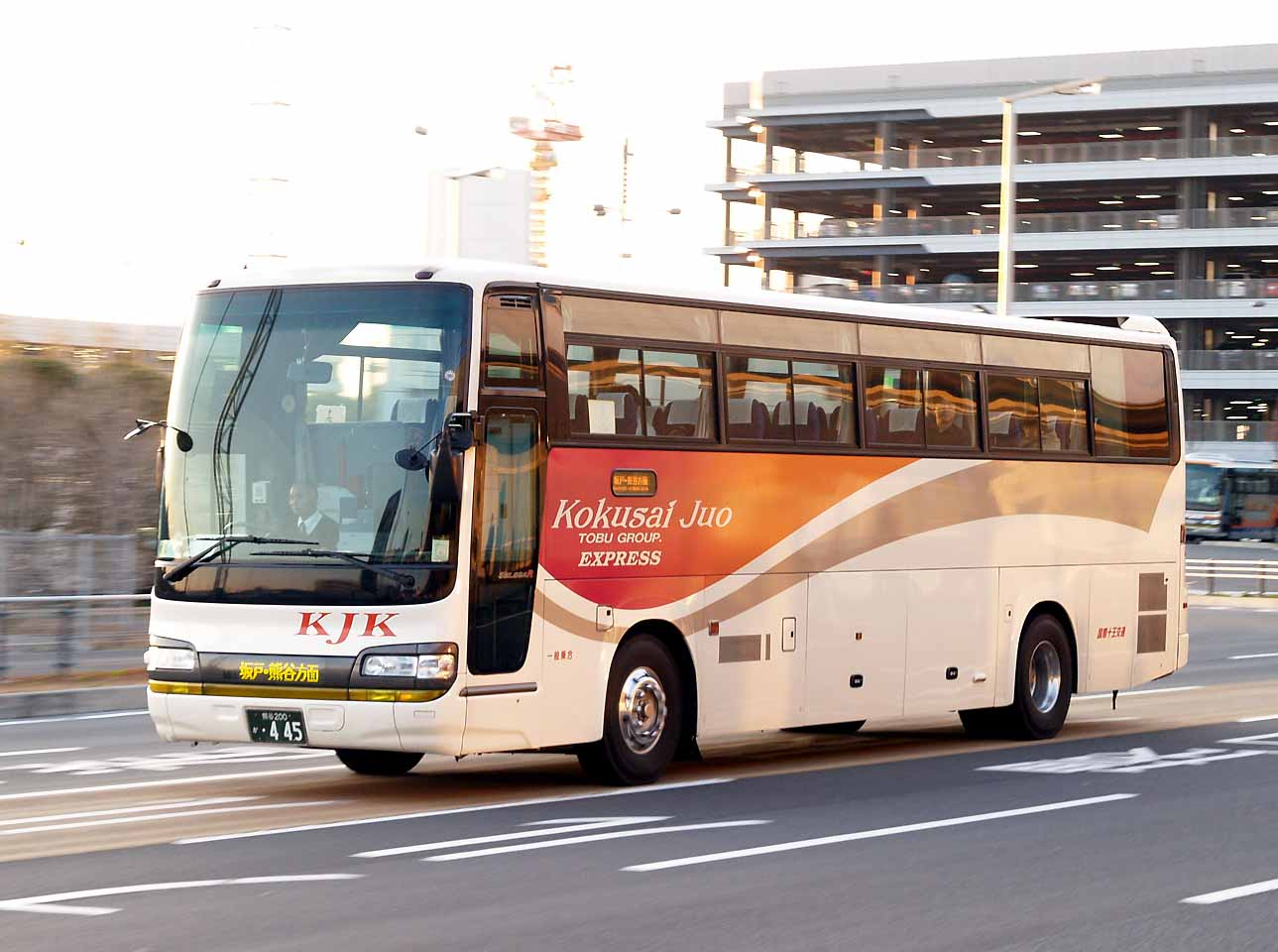
高速路線車（羽田空港線2、（当時））

### 一般路線車
- 朝日自動車グループ共通デザイン（白地に赤の半円と青の曲線）が採用されている。
  - 2002年より2018年2月まで、共通デザインから一部カスタマイズされ、白色のブランド名の部分が銀色となった車両（2130号車・2131号車）が在籍していた（伊勢崎営業所へ移籍後廃車）。これは、社会実験で反射材を使用したものであったが、あまり効果は見られず、拡大されることはなかった[26]。
  - ブランド名を表す部分は、国際バス時代より『KOKUSAI』が用いられている。
- 東武バスから国際バスへ移管された際に、東武バスからツーステップ（いすゞ車・富士重工7E及び8E）が多数譲渡され、国際十王交通になってからも暫く運用されていた。また、一時期朝日バスから同型車（国際バス同様に東武バスから譲渡されたもの、1台のみ仕様違いの中乗り観音扉）も移管されていた。これらは、一部旧伊勢崎営業所へ移籍したものもあるが、大多数は新車の購入等に伴って、順次廃車（中古売却含む）となった。
- 現在運用されている車両は、国際バス・国際十王バスとして導入した車両（中のりワンステップバスおよびノンステップバス）で、基本的に新車として購入・配備されたものである。一時的に川越観光バスや朝日バスからの移籍車両（中のりワンステップバス、一部ノンステップバス）も在籍するが、一定期間使用後に新車として数年間使用した経年車両と共に伊勢崎営業所へ転用している（更に一部は関越交通・日光交通へ移籍）。
  - 大多数が中型車だが、大型車・小型車も複数台運用している[注釈 14]。
  - 2024年に朝日自動車より、共通デザインの日野・ポンチョ1001号車が転属し、更に新車2台の日野・ポンチョ1002号車・1003号車を導入、これらは原則常時ステッカーを貼り付けてゆうゆうバス専属となる[27]。
  - いすゞ・エルガ、いすゞ・エルガミオ、日野・レインボー（中型・小型）、日野・レインボーII、日野・ブルーリボン（2代目）が導入されており（新車購入・川越観光またはグループ他社からの移籍車問わず）、メーカー側のOEM→製造会社統合の流れから、いすゞ・日野と別メーカーながらもエルガミオとレインボーII、エルガ2代目とブルーリボンでほぼ同一仕様の車両となっている（レインボー→レインボーIIも後継車種の流れである、詳細は各車両の項目を参照）。
  - 2009年～2011年頃にかけて川越観光自動車から大型車1台、中型車5台が移籍したが現在では全車が移籍・転属している。
  - ゆうゆうバスがポンチョ、東松山線がノンステップバス、狭隘区間のある籠原駅線(新島車庫発着便は除く)・犬塚線が中型車、（およびかつての深谷日赤線はレインボー小型）に統一されている以外は、特に路線毎の車種指定はないが、利用者の多い東松山線、立正大学線、くまがやドーム線（葛和田線運用含む）、熊谷スポーツ文化公園方面臨時に大型車が多く入る傾向にある。
  - 一時期、日野・リエッセが在籍していた。
  - 2017年・2018年に導入した大型車両6台は、『ラグビーワールドカップ2019』開催地のひとつとなる熊谷市を拠点とし、一般路線は会場の熊谷スポーツ文化公園に路線が乗り入れている縁から、希望ナンバー「2019」のワールドカップ特別仕様ナンバープレートとなっている。
    - その中でも、大型車両3台（3004~3006号車）には、埼玉県主導による“気運醸成ラッピングバス”として、ラグビーワールドカップの試合開催→2020年東京オリンピックを告知するラッピングが施されていた（県内の代表的な街である浦和・大宮・所沢エリアを走る国際興業、東武バスウエスト、西武バスと共同実施）[28]。
- 全車オージ製のLED式行先表示となっている（国際バス時代の導入車は元々幕式であったが、順次置き換えられた）。
- 広告ラッピングバスも運行されている。
  - 立正大学を経由する路線を有する関係上、立正大学のラッピングが施された車両が多数運行されている。
  - 過去には、東京オリンピック2020ラッピングバスも運行していた（2020～2021年開催終了まで，3007号車）。この際、3007号車は希望ナンバー「2019」のワールドカップ特別仕様ナンバープレートを取り付けていたが、希望ナンバー「2020」に変更の上、オリンピック特別仕様ナンバープレートに変更された。

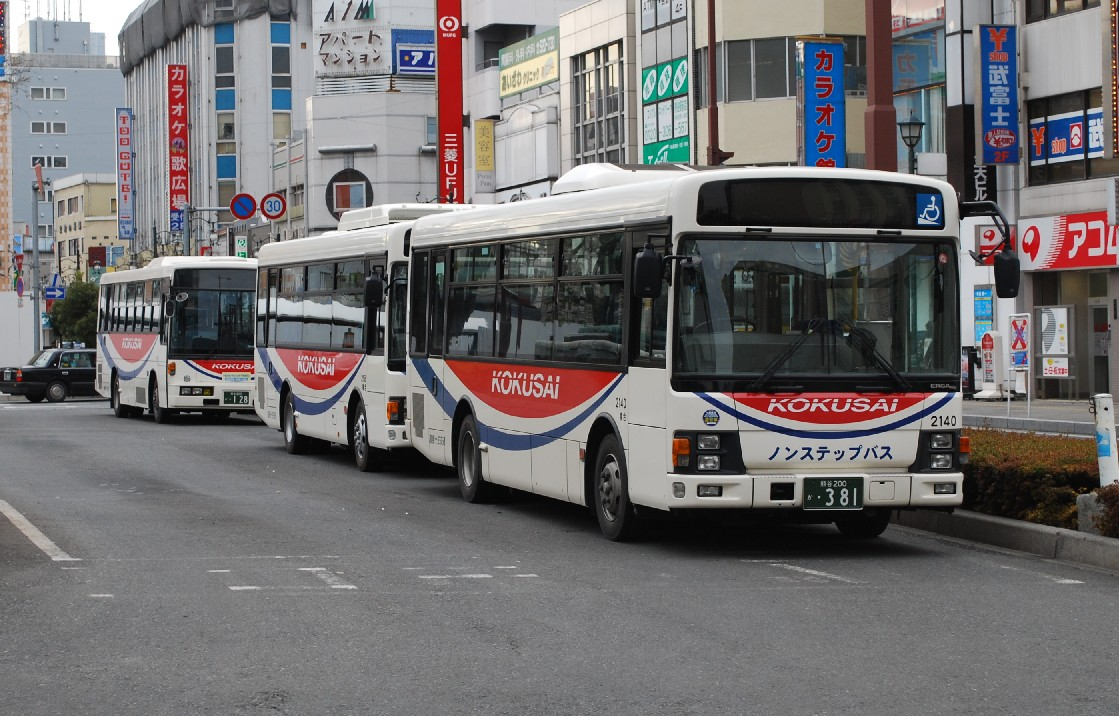
路線中型車（移管後導入車両ノンステップ2140号車 他） 熊谷駅北口ロータリー内バスプール
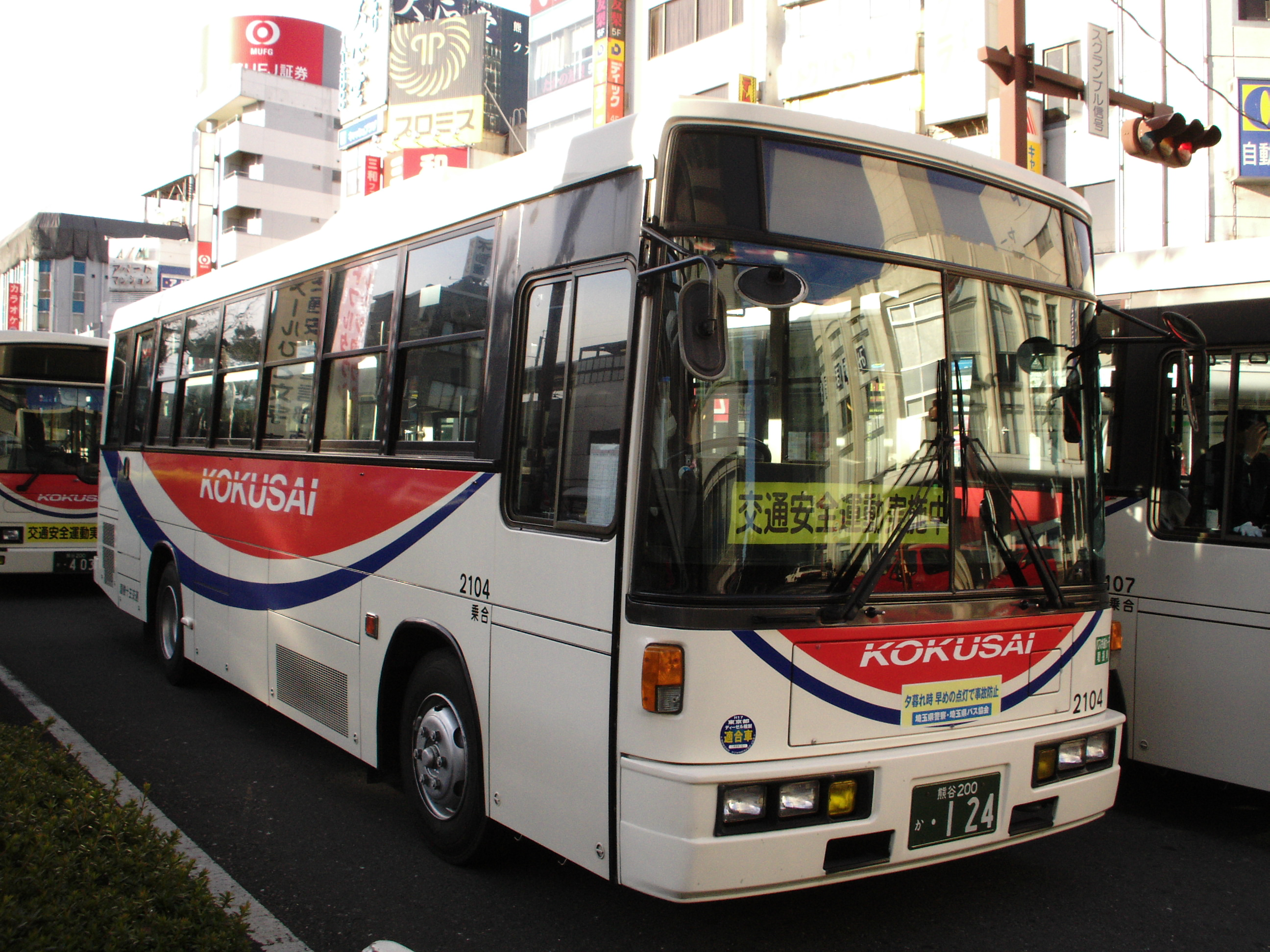
路線中型車（移管時譲渡車両ツーステップ2104号車） 同左

### コミュニティバス専用車両（〜2024年10月30日）
- 熊谷市ゆうゆうバス「ほたる号」「直実号」は、2024年10月30日まではそれぞれのラッピングが施された日野・ポンチョ（2代目ロング2ドア）を専用車両としていた[29]。
- 『ラグビーワールドカップ2019』開催地のひとつとなる熊谷市のコミュニティバスであるため、熊谷市ゆうゆうバス運行3社で足並みをそろえ、2017年にワールドカップ特別仕様ナンバープレートへと交換を実施した。
- 先述の通り、2024年10月31日より、一般の朝日自動車グループデザインの日野・ポンチョ新車に置き換えられ、専用車両は定期運用を終了した[27]。代車として引き続き使用されるかは不明。

直実号

### 貸切車
- 以前は、国際ハイヤー時代に吸収合併した旧両毛観光バスが所有していた、東武グループ共通デザインの大型観光バス車両の一部が当営業所にも在籍していたが、廃車・グループ譲渡等が行われ、貸切車を一切所有していない時期があった。ただし、その間も乗合車両の一部を貸切に登録変更した上で企業輸送などに使用していた（現在でも一部あり）。
- 2014年に自家用・送迎仕様の大型エルガ(QKG-LV234L3、デザインは一般路線車と同じ朝日グループ共通)が2台導入されたが、用途終了（後述の本田技研工業送迎契約終了と学バス代車運用終了）により、1台が2023年に朝日自動車へ移籍した。また、同年に立正大学キャンパス間連絡バス（学バス，品川キャンパス‐熊谷キャンパスシャトルバス）専属で専用ラッピングの日野・リエッセII SDG-XZB50Mが導入されている。
- 立正大学キャンパス間連絡バス代車と一般貸切を兼ねて、一般カラーの日野・リエッセIIも2017年に導入している。
  - これ以前は、自家用・送迎仕様の大型エルガにて代走を行っていた。
- 2019年には中型の観光バス日野・メルファ（ロイヤルサルーン）、大型の観光バス日野・セレガ（ハイデッカー）を導入した。

### バス車両の社番

#### 乗合車両
| 2    | 101      |
| ---- | -------- |
| 種別 | 固有番号 |

- 種別
1…小型車両（2024年以降の配置車。主にゆうゆうバス用）
2…中型車両
3…大型車両
5…ハイデッカー車両（高速路線車）
- 固有番号
  - 下3桁000から999までの連番（メーカーや譲渡車・新車区別・種別の大中小区別は一切無く、導入順の連番）。
  - 小型車は、後述の通り、旧ゆうゆうバス専属車がナンバープレート払い出し番号の1064・1068・1051を順不同に使用していた。これに合わせる形で、2024年初頭に朝日自動車から移籍した小型車日野・ポンチョ1001号車より、1000番台を正式に使用・採番開始。10月末に新製配置した1002・1003号車を含めて、2024年12月現在では、ゆうゆうバス専属として使用中。これに前後して、2000番台を割り振られていた従来小型車日野・レインボー（小型仕様）[30]は使用を終了した。

#### 貸切用車両
| 5931     |
| -------- |
| 固有番号 |

- 固有番号
  - 5931からの連番（メーカーや譲渡車・新車区別・種別の大中小区別は一切無く、年式順の連番)。
  - 5931は社名である国際の数字語呂合わせから採番。
  - 5931導入以前は、ナンバープレートの払い出し番号が社番として採用されていた。

#### 過去の採番法則
東武バスからの移管直後
| 21   | 01       |
| ---- | -------- |
| 種別 | 固有番号 |

- 種別
20…大型車両（旧東武バスからの移管車）※ 全廃
21…中型車両
- 固有番号
  - 01から99までの連番（メーカーや譲渡車・新車区別・種別21の大中小区別は一切無く、年式順の連番)

東武バスからの移管車全廃後から2015年新車大型車導入まで
| 2171     |
| -------- |
| 固有番号 |

- 固有番号
  - 01から99までの連番（メーカーや譲渡車・新車区別・種別の大中小区別は一切無く、年式順の連番)

2015年-2023年
| 2    | 101      |
| ---- | -------- |
| 種別 | 固有番号 |

- 種別
2…中型・小型車両
3…大型車両（2015年以降の配置車）
5…ハイデッカー車両（高速路線車）
- 固有番号
  - 下3桁000から999までの連番（メーカーや譲渡車・新車区別・種別の大中小区別は一切無く、導入順の連番）。
  - 2000番代のみ、国際ハイヤー時代の採番法則での車両から連番であるため、下3桁101からの連番。
  - 高速路線用車両は2018年導入の5000号車より採番。これ以前はナンバープレートの払い出し番号が社番として採用されていた。
  - 伊勢崎営業所分割独立以前は、熊谷営業所から伊勢崎営業所への移籍移管車・新車と共通採番であった。
  - 3000番台は、3001からではなく、3000からの採番となっている。当初は3001から採番していたが、3000番台を使う前の採番法則で「2171」号車だった大型車[注釈 15]が、2017年に旧伊勢崎営業所へ移籍する際に改番され、導入順に合わせ逆算し、3000号車となった。

旧ゆうゆうバス専用車両
直実号（熊谷市街循環）第9系統：1064
ほたる号（熊谷駅南口から江南行政センター経由籠原駅南口）第10系統：1068
- ゆうゆうバス専用車両に関しては、他の車両のような形態での社番は割り振っておらず、ナンバープレートの払い出し番号が社番として採用されている。
- 2台とも2019年ラグビーワールドカップ開催会場であった関係から、ラグビーワールドカップ特別仕様ナンバープレートを採用していた。

### タクシー
- かつて保有していたタクシー車両は、ほとんどが黒塗りで、車種は、トヨタ自動車クラウンコンフォートや日産自動車セドリックセダンなどが採用されていた。行橙は、台形状で横書きで「国際」と記載されていた（文字間に社章）。

## 輸送人数
- 9,038人（2006年度、1日平均 ）

## 路線バス定期券発売所一覧
- 熊谷営業所
- 秩父鉄道観光バス株式会社本社営業所（元秩父観光興業株式会社本社営業所）（熊谷駅南口近く）
- 東松山駅バス定期券発売所
- 小川町観光案内所・移住サポートセンター むすびめ（小川町駅前）

## 運行路線

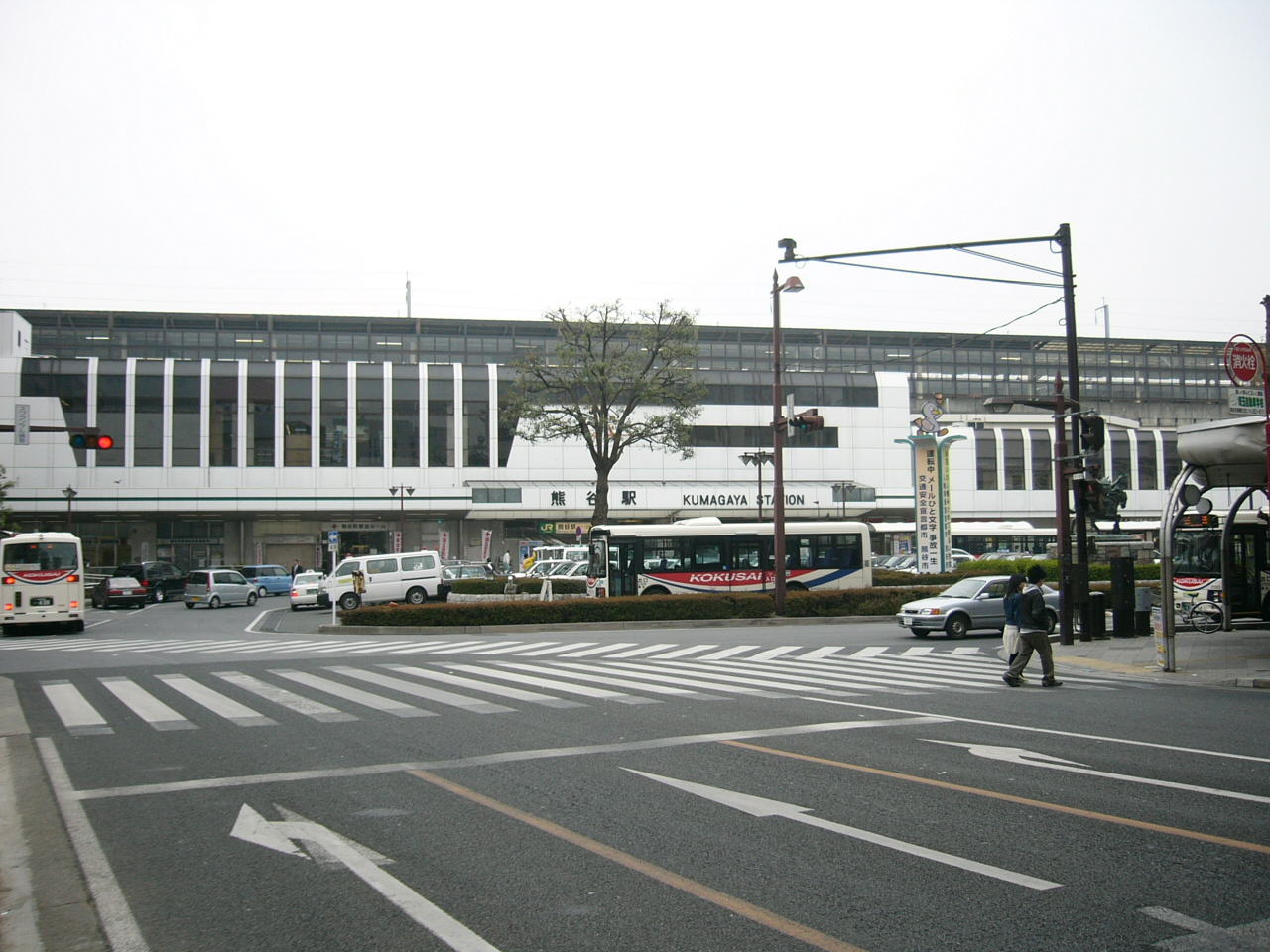
熊谷営業所管轄路線の大多数が発着する熊谷駅北口ロータリー

一般乗合路線には系統番号が2019年6月頃より割り振られた（例 KM31 熊谷駅-葛和田・KM32 熊谷駅-上中条、1つの路線の区間運行便に対しても独立した番号が割り当てられている）。かつて、東武バス熊谷営業所時代には別の系統番号（例 熊06 熊谷駅-葛和田及び熊谷駅-上中条：同じ路線の区間運行便には同じ番号）が割り振られており、国際ハイヤー移管時にはそのまま継承された。しかし、途中で新設された路線には系統番号が採番されなかった。更に国際ハイヤーから国際十王交通への移行期と前後して行先表示機が幕式からLED式へと順次置き換えられた際、全路線の東武系統番号が除去され、先述の通り、2019年に再採番されるまでは、系統番号が無い状態となっていた（旧系統番号については国際ハイヤー (東武グループ)#バスの運行路線または東武バス熊谷営業所#担当路線を参照）。
なお、「熊谷駅」・「森林公園駅」・「籠原駅」は各駅の北口ロータリー、「東松山駅」は同駅の東口公共用ロータリーが発着地である。また、熊谷駅・東松山駅・森林公園駅は発着するバス路線が他社を含めて多いため、発車時は複数ある番号付きののりばに分かれており、系統番号は熊谷駅ののりば単位で割り振られている（降車場所は共通）。東松山駅は現行全路線2番のりば、森林公園駅は現行全路線1番のりばである。なお、熊谷駅南口・籠原駅南口には番号は割り振られていないが、熊谷駅南口のゆうゆうバスと高速バスが同じ場所である以外は、種類毎に別々ののりばとなっている。
なお今の系統番号は、2024年7月12日現在、車両の行先表示器と主要バス停、熊谷市提供（立正大学作成）の他社を含む市内を走る路線バスの案内地図 にのみ表記されており、公式サイト、バスロケーションシステムなどには反映されていない。

### KM系統
熊谷駅北口（KuMagaya Station）を発着する路線群で、当営業所の中心となる路線群。数字の10の位は熊谷駅始発の発車のりばの番号で、1の位はその中での連番である。ちなみに、同じく熊谷駅北口を発着する朝日自動車太田営業所の路線群と同一の採番方法となっている。

#### KM1
1番のりば発路線群。
荒川大橋を渡った先の大橋南停留所まで重複し、2方面に分岐する。

##### 大里・東松山方面
南東方面。国道407号を経由して、熊谷市中心部と同市大里地区西部・東松山市を結ぶ路線。
- KM11 熊谷駅 - 上岡 - 東松山駅
- KM12 熊谷駅 → 上岡 → 冑山（区間運行。平日最終便のみ。平日初便の冑山始発は原則川越観光自動車担当たが、代走することもあり）
当路線のみ、原則全便ノンステップバスで運行している[注釈 16][33]。
2024年9月24日のダイヤ改正より、川越観光自動車森林公園営業所との共同運行路線となった[34]（ちなみに、前身の東武バス時代に熊谷と森林公園の共管路線として運行していたが、国際ハイヤー移管時に森林公園は撤退して単独路線化した経緯があり、元の形に戻ったとも言える）。なお、便毎の担当分けは、国際十王公式サイトの時刻表には記載無し、川越観光公式サイトの時刻検索ページには当路線の時刻表自体が未対応（停留所現地の時刻表、一部乗換案内サイトの時刻表と川越観光自動車提供のポケット時刻表[35]に記載）が、一部は川越観光の運行に移行したものの[注釈 17]、大多数の便は国際十王の運行のままとなっている。
ダイヤによって経路が変わることは無いが、かつて車両正面の行き先表示には「上岡」を付記して表記されていた。これは、東武バス時代に経由地が複数あったときの名残だった（東武バス熊谷営業所#担当路線）が、現在の系統番号を付与する際に消去された[注釈 18]。
川越観光自動車側では系統番号は「KM-11」「KM-12」とハイフン付きの表記で管理されている[35][36]。
KM12での起終点にもなっている「冑山」停留所の“冑”は常用漢字ではないため、車内の運賃表示LCDにおける次停留所案内では、ひらがなで「かぶとやま」表記にされている。

##### 江南・循環器呼吸器病センター・小川町方面
南西方面。県道熊谷小川秩父線を経由して、熊谷市中心部と同市江南地区や小川町を結ぶ路線。小川町へ向かう途中で嵐山町北部も通過する。県立循環器呼吸器病センター経由・折り返しの系統がある。
- KM14 熊谷駅 - 小江川 - 小川町駅
- KM15 熊谷駅 - 県立循環器呼吸器病センター - 小川町駅
- KM16 熊谷駅 - 県立循環器呼吸器病センター
- KM17 熊谷駅 - 大沼公園（区間運行。朝公園始発、夜公園止まり）
熊谷駅 - 呼吸器病病センターは毎時2 - 3本程度が運行されるが、その先小川町駅までは2時間に1本程度の運行となる。また、小江川経由は1日5往復（土休日3往復）のみの運行となる。
熊谷駅 - 呼吸器病センター間は、埼玉県より、同センター患者等利用の為の補助がされている。また、小川町側は厳しい状況であることから、区間廃止検討の旨を熊谷市・嵐山町・小川町に伝達、小川町が路線維持を強く要望、2019年度より3市町による「熊谷駅・小川町駅間路線バス利用促進協議会」が発足し、利用促進が図られるほか、同会より補助金の交付を受けている[37]。

#### KM2
2番のりば発路線群。2系統あるが、駅入口までしか重複しておらず、関係性はない。

##### 陸上競技場・行田市南河原・犬塚方面
北東方面。県道熊谷羽生線（旧道）・県道北河原熊谷線・県道上中条斎条線を経由して、熊谷市中心部と熊谷スポーツ文化公園東側及び行田市南河原地区を結ぶ路線で、途中折り返しや経由地違いなどもない単独路線として運行されている。
- KM21 熊谷駅 - 陸上競技場入口 - 南河原支所 - 犬塚
旧南河原村の中心部と熊谷駅を連絡する路線で、同村民の生活路線[注釈 20]。
終点犬塚停留所は、かつて行田市コミュニティバスの犬塚停留所（現廃止）と同じ場所にあったが、経路を短縮し、犬塚公民館の手前の位置に移設された（犬塚公民館敷地内で折り返す）。
赤字路線であり、2020年5月に廃止検討の伝達と赤字補填依頼を行田市と熊谷市に対して行っており、2021年度より両市が協議会を設立し、同会より補助金の交付を開始[38][39]。2024年度より、国庫補助金（地域公共交通確保維持地域間幹線系統）に移行[40]。

##### 新島車庫・籠原方面
北西方面。国道17号・旧中山道を経由して、熊谷市中心部と同市籠原地区を結ぶ路線及びその中間にある新島車庫（熊谷営業所）-熊谷駅間の入出庫路線。
- KM23 熊谷駅 - 新島車庫 - 籠原駅
- KM24 熊谷駅 - （石原） - 新島車庫
- （臨時運行）熊谷駅 - 新島車庫 - 籠原　※ 籠原駅乗り入れ不可時（籠原まつり開催日）のみ
KM24は、入出庫路線のため運行時間帯が偏っている。車庫発は早朝から夕方までの運行だが、平日1本のみ22時台がある。車庫行きは朝ラッシュ終了後から深夜にかけて運行される[注釈 21]。また、入出庫系統かつ国際十王交通の路線は基本的に熊谷駅発着であるが故に、いずれかの路線ダイヤ改正時に連動して改正されるため、2024年春、ほぼ全路線を対象とした、2回に分けて働き方改革に伴う改正を行った際には、それぞれで改正対象路線となって、2024年3月22日[41] および4月1日[42] と10日間で2回改正されている。
運行経路は基本的に両系統共通で、ダイヤによって経路が変わることも無いが、かつて新島車庫発着のみ車両正面の行き先表示には停留所名として存在しない「石原」を付記して表記されていた[注釈 22]。これは、東武バス時代に新島車庫発着路線に経由地が複数あったときの名残であった（東武バス熊谷営業所#担当路線）が、現在の系統番号を付与する際に消去された（ただし、側面の表示には主要経由地として｢石原｣が残っている）。
「籠原」「籠原駅」の“籠”は常用漢字ではないため、車内の運賃表示LCDにおける次停留所案内では、ひらがなで「かご原」「かご原駅」表記にされている。

#### KM3
3番のりば発路線群。KM21と女子高前停留所まで重複して分岐し、ラグビーロード（元さいたま博通り）及び県道熊谷館林線を経由して熊谷スポーツ文化公園の西側を走る路線群で、主に日中は1時間あたり2/3本はそのまま公園北側をなぞった後に敷地内へ乗り入れて折り返し（KM33）、1/3本は熊谷市内の中条地区・行田市北河原地区西端を通過し、熊谷市葛和田地区内の埼玉・群馬県境である利根川河川敷まで運行する（KM31）が、本数が1時間辺り計3本よりも少ない時間帯もある。
- KM31 熊谷駅 - 北肥塚 - 中条学校 - 葛和田
- KM32 熊谷駅 - 北肥塚 - 中条学校 - 上中条（区間運行。朝上中条始発1本、夕方・夜上中条止まり数本）
- KM33 熊谷駅 - 北肥塚 - ラグビー場入口 - くまがやドーム（夕方までの運行）
- KM34 熊谷駅 - 北肥塚 - 熊谷スポーツ文化公園（ラグビー場）　（平日のみ。2024年5月24日ダイヤ改正以降、平日朝駅行き・夕駅発1本ずつ[43]） ※ ラグビー場での試合開催時などに増発
- KM35 熊谷駅 - 箱田車庫　※ 平日のみ（車庫行き朝から夕方まで、車庫発日中以降）[4]
- （臨時運行）熊谷駅 - 北肥塚 - 中条学校 - 天王店 ※ 利根川河川敷・葛和田停留所乗り入れ不可時（対岸での「千代田の祭 川せがき」花火大会開催時・利根川増水時）のみ[注釈 23]。
- （臨時運行）熊谷駅 - 北肥塚 - 赤城神社 ※ くまがやドーム乗り入れ不可時[注釈 24]のみ。赤城神社停留所は葛和田・上中条方面とくまがやドーム方面の分岐点。
終点葛和田停留所は、前述の通り、利根川の堤防を越えた河川敷にあり、すぐ近くにある赤岩渡船で利根川を渡って群馬県に入ることができる。
上中条発着の同始発終着地は、葛和田発着での上中条停留所とは場所が異なる[注釈 25]。なお、折返し施設は用意されていないので、始発前・終着後は必ず回送となる（始発便は朝のみ、終着便は夕方以降のみの運行）。
経路変更がされた路線（#廃止・経路変更路線参照）であり、その名残で始発地から経路変更区間を通過するまでの間、車内アナウンス及び運賃表（停留所名が表示されるLED部における乗降時の表示）で「さいたま博通り経由○○行き」と案内している。
箱田車庫線は、熊谷駅-ハローワーク熊谷前停留所間を北肥塚方面各線と共用し、その後、分岐して終点に至る路線で、2012年12月1日のスポーツ文化公園・葛和田・南河原方面各線のダイヤ改正に伴い、同3日より運行開始。先述の通り、箱田車庫は熊谷市街地エリアの休憩地のため、運行時間帯が、新島車庫線とは別の時間帯で偏っている（車庫行きは朝ラッシュ終了から昼過ぎまで、車庫発は昼前から夕方まで）。

#### 熊谷スポーツ文化公園方面臨時直通系統
熊谷駅3番のりばから発着する臨時路線、熊谷スポーツ文化公園での大規模大会等開催時に運行される。
- 熊谷駅 - [直通] - ラグビー場入口 - くまがやドーム
KM33と同一経路で途中乗降不可
- 熊谷駅 - [直通] - 熊谷スポーツ文化公園（ラグビー場）
KM34とほぼ同一経路で途中乗降不可。
なお、熊谷スポーツ文化公園側の発着場は、規模によっては西第2多目的広場（臨時バスプールとして使用）に変更となる場合がある。
- 熊谷駅 - [直通] - 熊谷スポーツ文化公園陸上競技場
シャトルバス扱い（運賃は必要）で行き先表示は社名。KM21と同じ経路を辿り、公園東側で芝生広場（東）と熊谷市立あかしあ育成園の間（KM21下川上-彩華園前間）にある普段は車止めで侵入不能となっているゲートから園内に入り、陸上競技場の前まで乗り入れる。

これらスポーツ文化公園直通系統は、道路事情も重なり、安定輸送できていないとの指摘があり、市からも改善要請が出ている。これに対して、東武グループ各社での増車体制で改善を計るとの意思表示がなされている。
ワイルドナイツ試合の輸送の行きでは、前述の通り、近隣の東武グループバス営業所（朝日自動車太田・本庄・加須営業所、川越観光自動車森林公園営業所、稀に東武バスウエスト川越営業事務所）の協力の元、熊谷駅5・6番のりば（朝日自動車のりば）を臨時移転させ、そのスペースを使い後続車を予め待機させて（3台縦列可能）いる。同じく先述の通り、スポーツ文化公園の発着場は、従来の停留所より手前の西第2多目的広場に変更し、多数の車両が同時待機かつ回送距離をカットして乗降できるようにしている。このような工夫により、スムーズに乗車できるよう配慮されている。
なお、2004年彩の国まごころ国体やラグビーワールドカップ2019の際は、熊谷市主導で大規模な輸送計画が立てられ、東武グループのみならず他の路線バス・観光バス事業者も多数動員され、国際十王交通のバスもその一部に組み込まれる形で輸送が行われた。

### RU系統
立正大学（Rissho University）熊谷キャンパス発着路線群。
立正大学を軸として、熊谷市道（かつての県道玉川熊谷線）・国道407号を経由して熊谷駅南口、熊谷東松山道路（県道ときがわ熊谷線・県道深谷東松山線）を経由して国営武蔵丘陵森林公園及び滑川町を結ぶ路線群。
- RU01 熊谷駅南口 - 立正大学 - 森林公園西口 - 森林公園駅
- RU02 立正大学 - 森林公園西口 - 森林公園駅
- RU03 熊谷駅南口 - 平塚 - 立正大学
- （臨時運行）熊谷駅[3] - 立正大学　※ 熊谷駅南口乗り入れ不可時（熊谷花火大会開催日15時以降）のみ
- （臨時運行）熊谷駅[3] - 立正大学 - 森林公園西口 - 森林公園南口入口 - 森林公園駅　※ 熊谷駅南口乗り入れ不可時（熊谷花火大会開催日15時以降）のみ
本系統は2009年4月1日以降、スクールバス兼用の路線バスとなっており、立正大学関係者は運賃支払い無しで乗車できる[47]。また、同大学に合わせ、「開校日」用と「休校日」用の運行ダイヤが用意されており、国際十王交通公式サイトや各停留所に日別の適用ダイヤを通知するカレンダーが掲示される（RU01・02は2025年3月31日まで通常の平日・土日休ダイヤ、2025年4月1日のダイヤ改正以降統一[22][23]）。
RU01・03は、上熊谷駅入口停留所-大橋南停留所間をKM14-17と、更に村岡三叉路停留所までの間をKM11・12と重複している（ただし、上熊谷駅入口の熊谷駅方面行き・村岡三叉路の熊谷駅方面発は分岐した先に設置されており、それぞれ位置が異なる）。
また、RU03のみ開校日深夜熊谷駅南口発最終2本が、国際十王交通唯一の深夜バスとなっており、この場合は、立正大学関係者も普通運賃相当額（割増分）の支払が必要となっている[47]。
東武バス時代は、長らく熊谷駅北口3番のりば発着の系統番号違いの路線で、旧国際ハイヤーへの移管に先駆けて、現RU03のみ南口に移転、熊谷駅-森林公園駅直通は引き続き北口のままとされた。先述の通り2009年から現RU03がスクールバス兼用路線に移行したことに合わせて増便され、引き換えに熊谷駅北口と森林公園駅を直通する便は大幅削減され朝2往復のみとなり、それ以外の時間帯は現RU02・03での乗り継ぎ券発行による運賃据え置き特例が実施されていた。
2011年には社会実験で熊谷駅南口 −立正大学 −森林公園西口 −森林公園駅の急行バスを運行した。自治体からの急行バス定期運行依頼には採算が厳しいとして拒否していたが、2016年6月12日付で現RU02・03の一部を置き換える形で、急行ではないものの現RU01を初設定。また、これに伴い、熊谷駅北口発着は完全廃止された。ただし、南口移転後も熊谷花火大会開催日などに臨時で熊谷駅北口3番のりばへ変更される。
立正大学熊谷キャンパスの敷地内、公道（バス通り）に面してバスターミナル（ロータリー）があり、立正大学停留所はこの中に設置されている[48]。

### SA系統
熊谷さくら運動公園（Kumagaya SAkura Athletic Park）発着路線。
熊谷さくら運動公園から、宮塚古墳通り・さくら運動公園通りを経由して、籠原駅南口を結ぶ路線。2021年5月29日運行開始。
- SA01 籠原駅南口 - 熊谷さくら運動公園
熊谷さくら運動公園でイベント開催時のみ運行する臨時路線[注釈 28]。ただし、バス停は常時設置されている。
本路線に設置のバス停より、サンケイ技研製小型停名標柱にも英訳とふりがなが併記されるようになった。
2021年5月25日開設発表、同29日より運行開始。
途中に停留所は設置されておらず、直行となる。
籠原駅南口停留所はマンション前、熊谷さくら運動公園停留所は陸上競技場前。

### 高速バス
高速バスは、現在以下の1路線のみ運行している。
なお、「森林公園駅北口」停留所は、一般路線バスの「森林公園駅」停留所（始発のりば）と共に森林公園駅北口ロータリー内にある。

#### 羽田空港線

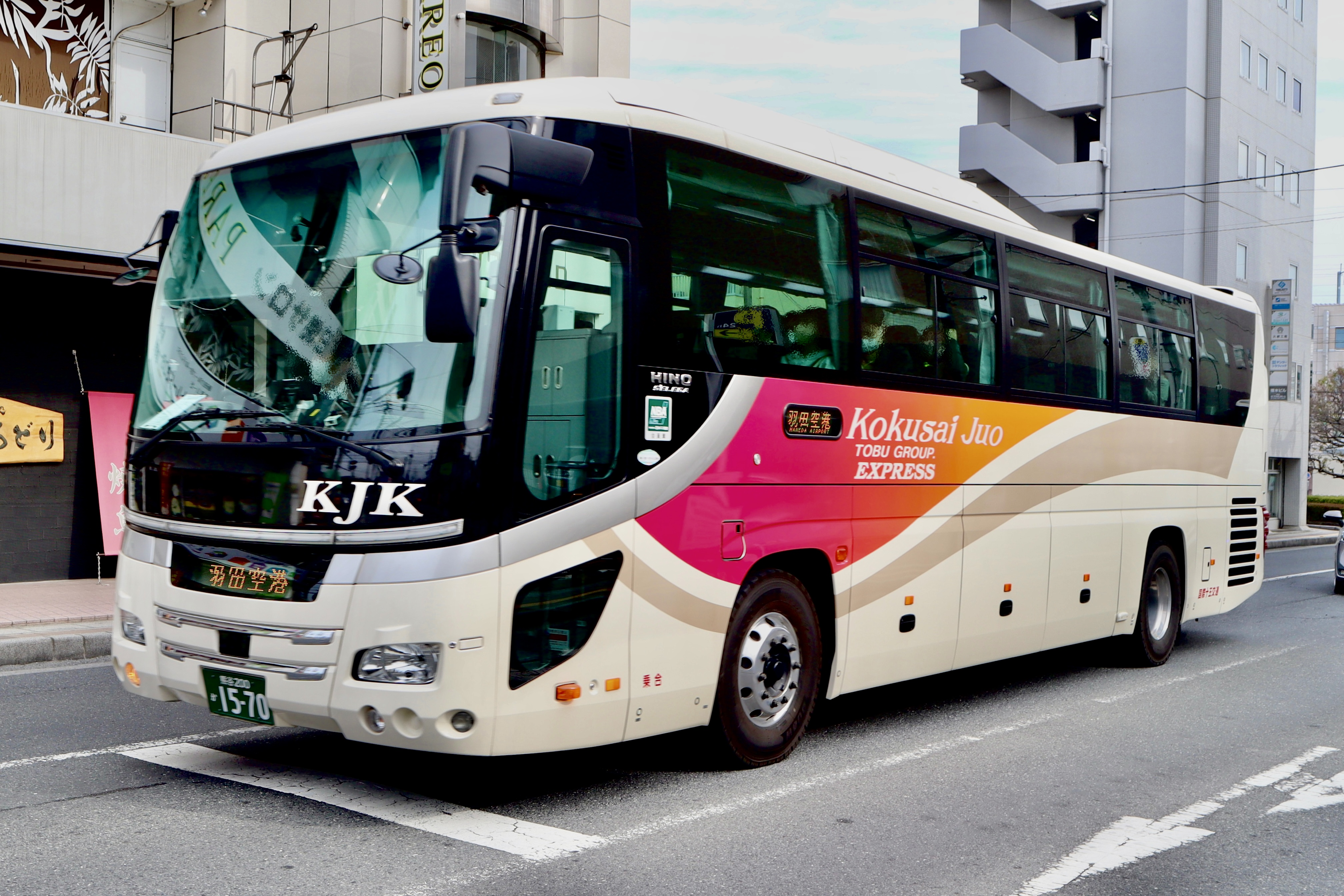
羽田空港線

- 籠原駅南口 - 熊谷駅南口 - 森林公園駅北口 - (E17) - 坂戸駅南口 - (E17 - C3 - 首都高5・C2・B) - 羽田空港方面
※ 東京空港交通との共同運行

路線沿革
- 2004年7月16日 - 運行開始、1日4往復設定
- 2004年12月1日 - ダイヤ改正、羽田空港第2ターミナル発着開始
- 2005年7月16日 - ダイヤ改正、坂戸駅南口経由開始
- 2008年6月1日 - ダイヤ改正、1日6往復に増便
- 2010年10月21日 - ダイヤ改正、羽田空港国際線ターミナル発着開始
- 2020年
  - 4月11日 - 新型コロナウイルス感染拡大による緊急事態宣言発令の影響で、当面の間、全便運休。
  - 6月19日 - 運行再開。ただし空港行き4・6便及び空港発5・6便は引き続き運休。
  - 8月1日 - 全便運行再開。
  - 9月1日 - 再び空港行き4・6便及び空港発5・6便を運休。

- 2021年
  - 1月21日 - 緊急事態宣言再発令の影響で、再び当面の間、全面運休。
  - 4月23日 - 空港行き4・6便及び空港発5・6便を除き、運転再開。
  - 5月16日 - 緊急事態宣言再発令の影響で、再び当面の間、全面運休。
  - 11月12日 - 空港行き1・3便及び空港発1・2便に限って、運行再開。
  - 12月16日 - 空港行き2・5便及び空港発3・4便の運行再開、1日4往復に（空港行き4・6便及び空港発5・6便は引き続き運休）。

- 2022年
  - 2月1日 - 感染再拡大のため、再び全便運休。
  - 4月20日 - 空港行き3・5便及び空港発1・2便（国際十王交通担当便の一部）に限って運行再開。
  - 7月1日 - 、運賃改定（値上げ）。
  - 7月16日 - 空港行き1・4便及び空港発3・5便（東京空港交通担当便の一部）運転再開。

- 2023年7月14日 - 全便運行再開。
- 2024年3月22日 - ダイヤ改正および運賃改定（値上げ）。
- 2025年7月16日(予定) - 運賃改定（値上げ）

### コミュニティバス

#### 熊谷市ゆうゆうバス
熊谷市内循環ゆうゆうバスの内、以下3路線を担当
- 第9系統 直実号
  - 熊谷駅南口 → （市街地西） → 市役所前 → （市街地東） → 熊谷駅東口 → 熊谷駅南口
- 第10系統 ほたる号
  - 江南行政センター - 熊谷駅南口
  - 江南行政センター - 籠原駅南口
国庫補助金（地域公共交通確保維持地域間フィーダー）の交付を受けている[40]。
- 第1系統 さくら号（当該路線1日7往復中2往復のみ担当。直実号の車両を使用した間合い運用）
  - 籠原駅南口 - 文化創造館 - 運動公園 - 熊谷駅南口

### 受託運行
- 学校関連

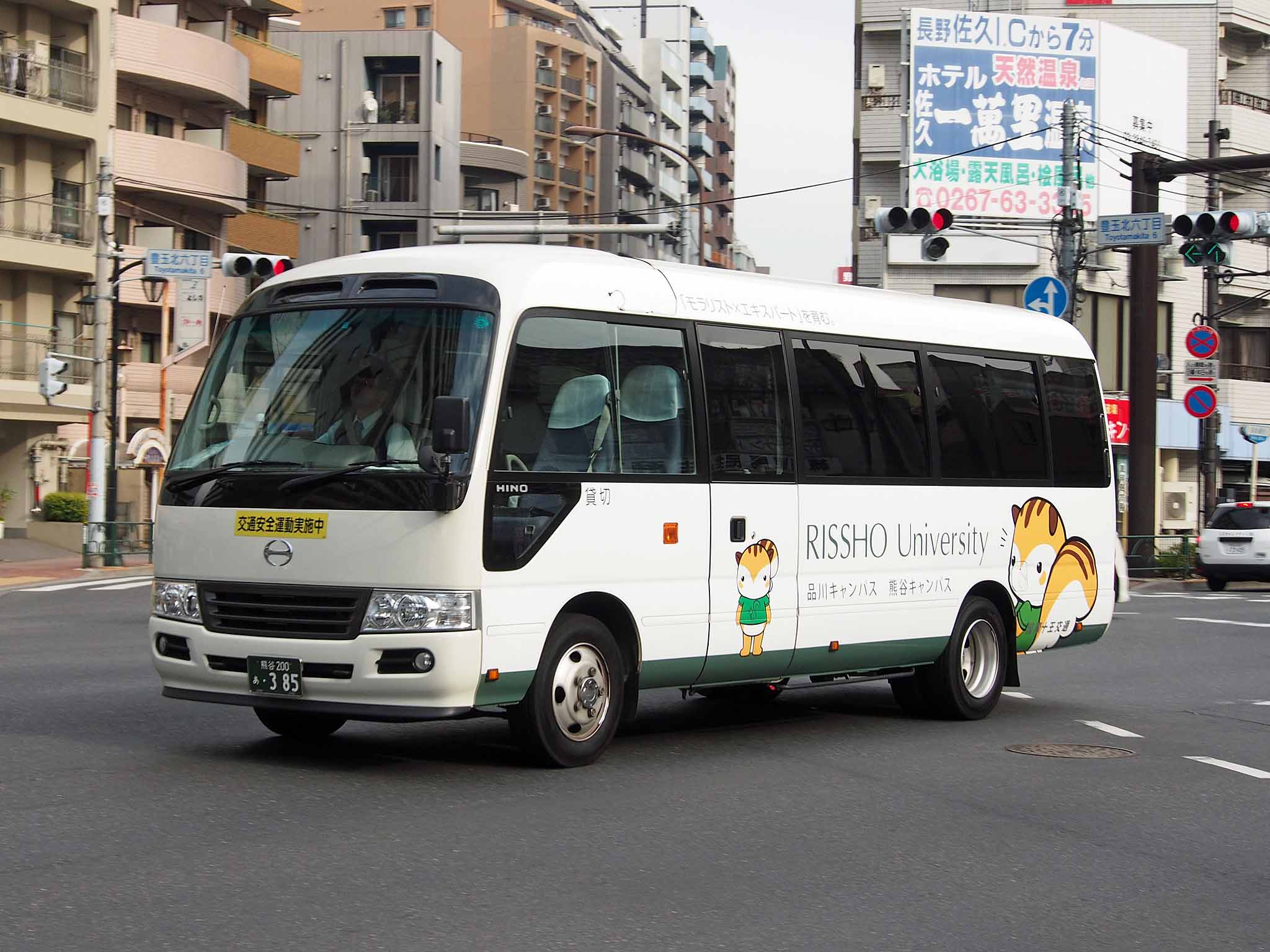
受託している立正大学の学バス

  - 立正大学 品川キャンパス - 熊谷キャンパス 連絡バス（学バス）
  - 立正大学 入学式送迎バス（熊谷駅南口から直行）
一般路線車で行先表示は『祝入学』。大学の橘会（保護者会）が用意した『祝 入学』の幕も正面窓下に張られている。
スポーツ文化公園直通臨時と同様に、近隣のグループ営業所からの応援運行がある（かつては森林公園駅発も担当していたが、2024年からはグループ外の秩父鉄道観光バスによる運行となっている[注釈 29]）。
- その他
  - 八木橋百貨店正面東口‐熊谷市営本町駐車場 無料送迎バス
遠距離の八木橋直営駐車場廃止に伴い終了した送迎バスに代わり、催事開催日など不定期で運行。川越観光自動車森林公園営業所からの応援・代行の場合がある。

## 廃止・経路変更路線
国際ハイヤー時代は国際ハイヤー (東武グループ)#廃止路線を参照のこと。

### 路線廃止・無期限休止
- 熊谷駅[1] － 三ツ本 － 本畠／熊谷駅[1] － 上三ツ本
2005年9月30日を以て全区間廃止
利用者減による。東武鉄道より譲受後、初の路線廃止
- 八木橋百貨店北口 - 百貨店第3駐車場（貸切無料送迎バス）
第3駐車場閉鎖に伴う運行終了。八木橋百貨店の広告ラッピングをした路線用小型車での運用。川越観光自動車による代行・応援の場合もあった。
- 森林公園駅 - 森林公園中央口 - 昭和浄苑
2011年8月5日を以て廃止（後述の通り、休日等の運行であり平日は運行していないため、最後の休日であった7月31日を以て運行を終了している）。
土休日・春秋の彼岸・盆ならびに年末年始の土休日ダイヤ運転日に運転する路線で、平日は昭和浄苑自前の直通（森林公園中央口利用不可）無料送迎マイクロバスが運転する形となっていた（水曜日は休苑により運休）。なお、彼岸・盆など、昭和浄苑の利用が見込める日は、さらに臨時ダイヤで増発となり、停留所や昭和浄苑Webサイトで案内されていた。当路線の廃止に伴い、休日も含めて毎日（水曜日を除く）昭和浄苑の送迎バス運行となり、森林公園中央口の利用は一切不可となった。
以降、イベント等により、森林公園中央口への臨時バスが運行される場合は、当社ではなく、川越観光自動車による運行となっている。
- 夜行高速バス ウィングライナー
  - 深谷駅北口 - 籠原駅南口 - 熊谷駅南口 - 森林公園駅北口 - 坂戸駅南口 - 川越駅西口 - 京都駅・大阪駅方面
近鉄バス（八尾営業所）と共同運行だった路線で、2004年3月18日に運行開始。2010年3月31日を以て国際十王交通は運行から撤退し、埼玉県側の受付・チケット販売等のみの業務を行っていたが、2014年12月16日を以てそれら業務からも撤退、近鉄バス単独の路線となった[注釈 30]のち、2015年12月11日付けで廃止となった[56]。
- 籠原駅南口 - 籠原小学校前 - 深谷日赤
国際十王交通設立後に設置された路線。道路幅が狭く、小型車両専属だった。
当初は、赤十字病院に面する道路上（「深谷日赤前」停留所）が発着地だったが、後に敷地内（「深谷日赤」停留所）を発着するようになった。
籠原駅周辺は道路事情から、上下線で経路が異なっており、籠原駅入口停留所の場所が異なるほか、深谷日赤行きのみNTT前停留所を経由していた 。
運行開始以来、赤字であり、その上、利用者の減少[注釈 31]、安全対策・燃料費などの費用負担が嵩み、熊谷市・深谷市から補助金交付の話も出ず、使用している小型車両の代替時期が迫ってきた状況であるために存続を断念、2018年4月に減便し、9月末を以て廃止した[5][7]（なお、グループ外の深谷観光バスにより経路を変更の上、2020年4月より籠原駅-深谷日赤間の運行が新たに開始された。深谷観光バスは東都大学のスクールバスを受託しており、その置き換えも含む形での運行であり、東都大学を軸にして利用者・路線を奪われた形となった。なお、深谷観光バスは自身の判断により同じ区間に新規参入したものであり、運行移管路線には当てはまらず、自治体による廃止代替バスにも相当しない）。
- 東松山駅 → 上岡 → 上岡地蔵前（区間運行・片道のみ）※ 2020年4月現在運行なし、東松山駅からの平日最終に設定されていたが、2019年4月1日のダイヤ改正で熊谷駅まで延長（上岡地蔵で終着になっても新島車庫へ回送するにはそのままある程度熊谷駅方面まで進行する必要があり、非効率なため。東武バス時代に森林公園営業所が担当していた時の名残だが、川越観光自動車との共同運行になっても、同社は夜間便を担当していないため、再開されていない）。運行されていないが、公式サイトの時刻表ページには定義のみ残されている[57]。
- KM18 農業教育センター → 小江川 → 小川町駅（区間運行・片道のみ。平日朝） ※ 廃止時期不明
- 空港連絡 成田空港線（新）
2020年3月31日を以て運行休止[11]
  - 新島車庫 - 熊谷駅南口 - 鴻巣駅東口 - 久喜市菖蒲バスターミナル - (C4 - E51 - E65) - 成田空港方面

※ 千葉交通との共同運行

- FU01 深谷駅南口 - (直行) - ふかや花園プレミアム・アウトレット ※ 土休日のみ運行[17]
2022年10月20日開業のふかや花園プレミアム・アウトレットに合わせ、土休日ダイヤ限定で22日より運行開始
開業直後は日中15分間隔の高頻度運行を行っていたが、短期間のうちに幾度も改正を行って減便し。最終的に1時間あたり1本未満の本数まで減少していた。
結局、開業・運行開始から1年持たずに2023年8月31日付で廃止（最終運行日は2023年8月27日）[58]
- 企業送迎
  - 前澤化成工業工場 - 籠原駅
  - 本田技研工業埼玉製作所寄居工場・小川工場 - 熊谷駅・東松山駅・寮
  - 本田技研工業YOYO号

### 区間廃止
- 熊谷駅[1] - 県立循環器呼吸器病センター線：今市延長運行
  - 運行区間：2015年5月7日-2019年7月31日（平日のみ）[59]。それまでの県立循環器病センター止まりの約半数が、新設の「今市」（寄居町、今市地区東部の工業地内）まで延長していた。埼玉県農林公園前などを通過していたが、停留所は無く、循環器センター-今市間ノンストップだった。
  - この運行は、ワンビシアーカイブズ社より従業員輸送の依頼を受けて、今市地区にある同社の関連施設前に乗り入れる形で開始したものだったが、余り利用者は無く、2017年5月以降皆無になったことから、同社から運行不要との通告を受けた。また地元住民が利用した実績も確認されておらず、寄居町としても補助は出来ないと判断された。このことから運行を廃止した[60]。
- KM22 （熊谷駅 - 新島車庫 - ）籠原駅 - 深谷駅 ※ 2020年3月31日の運行を以て、籠原駅-深谷駅間廃止[10]
利用者減の為、2007年3月19日より、熊谷駅 - 深谷駅全区間を運行する便を大幅に減便[注釈 32] し、熊谷駅 - 籠原駅間の区間運転（現KM23）が多数設定された。なお、それまでの熊谷駅 - 籠原間の区間運転は籠原駅まで延長する形で定期運用は消滅した。その後も深谷駅方面の利用者は低迷し、燃料費等も影響し、維持が困難になった為、籠原駅-深谷駅間が廃止され、KM22系統は欠番となった[注釈 33]。

### 経路変更・経路廃止
- 熊谷駅[3] - 葛和田線：箱田通り経由ルート（局前 - 市役所前 - 北肥塚 間）
2004年8月31日を以て廃止し、翌日よりラグビー場・くまがやドーム直通臨時便（当時、定期便は存在しなかった）が利用していたさいたま博通り経由に切り替えられた。
局前停留所は、熊谷駅行きは国道17号線上に現在もある他路線のものと共用だった。同じく葛和田行きは独立して市役所通り上にあったもので経路変更に伴い施設は撤去されたが、2011年10月より同じ場所に受託している熊谷市ゆうゆうバス直実号のコミュニティ広場停留所が設置された。市役所前停留所は、祭り開催の際に当社及び朝日自動車の国道17号線経由路線の迂回臨時停留所となるため、埋設式で簡単に撤去できないこともあって、施設が残されている。北肥塚停留所は新ルートと近接していた為、移設(物理的には撤去・新設)。経路中の他停留所施設は葛和田線単独だった為に撤去。
箱田通りの商店街区間は歩道や中央線のない狭い通りのため、中型車限定で稀に小型車が代走することもあった。それでも、旧・常盤町停留所付近には、譲り合いが必要な特に狭い区間があり、路上駐車によってバスが通行不能となり、立ち往生することもあった。（現ルートでは大型車も運用に入っている）。
ちなみに、経路変更前も工事の影響で、一部区間を現行ルートに迂回運行していたことがある。
- 熊谷駅[1] - 上岡 - 東松山駅線：「森林公園北口」停留所経由ルート
「下恩田」停留所-「森林公園北口入口」停留所間から分岐して、森林公園北口ロータリーに乗り入れて発着し、折り返してルートに戻っていた。4月1日 - 11月30日間の土休日の一部便限定で運行されていたが、2007年以降、実施されていない。
- 熊谷駅[3] - 森林公園駅線：四季の湯温泉経由ルート及び四季の湯温泉 - 森林公園南口入口経由ルート
四季の湯温泉ホテルヘリテイジが自前で送迎バスの運用を開始したことに伴い、大幅減便を経て、2009年3月31日を以て廃止[注釈 34]。
- 空港連絡バス フォレスト号
  - 深谷駅北口 - 籠原駅南口 - 熊谷駅南口 - 森林公園駅北口 - （関越道） - （外環道） - 成田空港方面
2002年3月12日に旧十王自動車によって、伊勢崎発の路線として運行開始。合併後、熊谷営業所に移管され、更に伊勢崎から深谷発着に変更された。2014年11月16日の運行を以て運転休止扱いとなっていた。
休止時点では千葉交通との共同運行、以前はそれに加え、東京空港交通との3社共同運行だった。
なお、2016年4月22日より、千葉交通・川越観光自動車・東武バスウエストが運行する川越駅・坂戸駅路線の一部便が、当路線の代わりに森林公園駅へ乗り入れている。
当路線は復帰されることはなく、前述の通り、新たに鴻巣市・久喜市・圏央道を経由する路線へと転換された。

フォレスト号としての詳細も熊谷 - 成田空港線を参照のこと。
- 熊谷駅[2] - 籠原駅 - 深谷駅線：陸橋下経由ルート
  - 籠原駅北口はかつて駅前広場が狭く、バスが折り返せない構造だった為、深谷駅発着は深谷方面-県道美土里町新堀線-陸橋下停留所（県道美土里町新堀線高崎線跨線橋側道）-籠原駅-県道籠原停車場線-籠原停留所-熊谷方面の経路、籠原駅発着は熊谷方面→籠原停留所→国道17号→県道美土里町新堀線→陸橋下（通過、客扱い無し）→籠原駅→県道籠原停車場線→籠原停留所→熊谷方面へと迂回する形で折り返し運行をしていた（東武バス時代の当該路線は籠原駅前には乗り入れておらず、旧国際ハイヤーが承継する際に経路変更した）。2018年春頃に籠原駅北口ロータリーが整備された事に伴い、籠原駅停留所もロータリー内に移設された。2018年4月1日のダイヤ改正で、ロータリーで折り返して、深谷方面・熊谷方面共に県道籠原停車場線・籠原停留所を経由するようになり、陸橋下停留所は廃止された（これにより後に廃止となる深谷駅発着は籠原停留所を二度通過していた）[61]。

### 運行撤退・移管路線
国際十王交通熊谷営業所は運行に関与していないが、別の事業者によって存続している路線
- 特定輸送スクールバス 東京農業大学第三高等学校-東松山駅[4]／森林公園駅
旧東武バス時代は、通学兼用路線バスとして、東松山駅や熊谷駅などから校内に乗り入れる形で運行していた。しかし、旧国際ハイヤーへの承継は見送られ、同校はスクールバス運行を開始、東松山駅発着のみを委託された。旧東武バスから継承した大型乗合車を特定に転用して運用していたが、大型車削減時期に入ったため、末期は中型乗合車2台体制になっていた。また、一時期、新設の森林公園駅発着も担当していた。
2009年度より、他社委託路線を含め、委託先がビーエム観光へ一本化されたため撤退。
- 小川町駅‐白石車庫 七峰縦走ハイキング増発 応援運行
旧東武バス森林公園出張所→川越観光自動車を経て、現在はグループ外のイーグルバスによって運行されている路線。増発時は川越観光自動車と共に応援していたが、現在は川越観光自動車のみ応援している（撤退時期不明）。
- 館林野鳥の森シャトルバス
  - 館林野鳥の森‐館林駅
  - 館林野鳥の森‐臨時駐車場
足利営業所（旧両毛観光バス）閉所後に一時継承して受託していた臨時シャトルバス。

- パークアンドライド 駐車場輸送シャトルバス
  - 熊谷うちわ祭 熊谷スポーツ文化公園西第2多目的広場（臨時駐車場） - 熊谷女子高前（女子高前停留所と同所） - 末広不動産前（駅入口停留所と同所） - 熊谷駅北口[3・臨]
2019年に開催されるラグビーワールドカップ会場工事のため、熊谷
スポーツ文化公園西第2多目的広場（臨時駐車場）が使用できず2017年・2018年は休止されていた。新型コロナウイルス感染拡大の影響で祭の一般向け行事が中止・縮小された為、2020年〜2022年も休止した。
2024年以降は、朝日自動車に移管。

## 乗車券類について
- 乗合バス（ゆうゆうバスを除く）は、現金のほか、PASMO（Suica等、交通系ICカード全国相互利用サービス対象カード）の利用が可能となっている。
  - バス共通カードは2010年7月31日まで利用可能であった。
  - また、企画乗車券として、東武鉄道より東武東上線（越生線含む）各駅-森林公園駅間とRU01・02系統森林公園駅-森林公園西口間の往復乗車券および森林公園の入場券がセットとなった「森林公園花めぐりデジタルきっぷ」が発売されている[62]。
- 定期券については、紙の定期券と、バスもり!アプリによるスマホ定期券が提供されている[63]（スマホ定期券の場合、一部経路重複の朝日自動車およびKM11・12以外の川越観光自動車の乗車には利用できない）。また、環境定期券制度を導入している（一部車両内に告知案内が張り出されている）。
- ほか、満70歳以上の「スクマムパス」（熊谷市民及び小川町民の割引制度あり）、朝日自動車グループ共通学生フリーパスも導入している。

## 参考書籍
1. BJエディターズ『BJハンドブック R54 朝日自動車』BJエディターズ、2005年1月1日、ISBN 4-4340-5322-1
2. BJエディターズ『BJハンドブック R52 東武バス』BJエディターズ、2004年5月1日、ISBN 4-4340-4072-3
3. BJエディターズ『バスジャパン ハンドブックシリーズ S91 朝日バス』、2016年5月1日、ISBN 978-4-434-21882-8